# KAWASAKIしんゆり映画祭
KAWASAKIしんゆり映画祭（かわさきしんゆりえいがさい）は、神奈川県川崎市麻生区で毎年秋に行われている映画祭。1995年より、川崎市の「芸術のまち構想」の一環として、小田急小田原線・小田急多摩線新百合ヶ丘駅周辺地域で開催されている。

## 概要
各種邦画、洋画、アジア映画の上映のほか、日本映画大学の学生制作作品の上映や、「ジュニア映画制作ワークショップ」にて中学生が制作した作品の上映も行っている。また、1997年から上映される映画の一部はバリアフリー仕様となり副音声、吹き替え、日本語字幕がつけられている（2007年を除く）。2000年より近隣の学校での野外上映会も行なっている。
初期（第1回〜第3回）は日本映画学校の関係者を中心に運営され、新宿映画祭の影響を受けた邦画を中心とした企画上映であった。しかし、第2回からのボランティアスタッフの公募や、第4回からの市民プロデューサー制度の導入など、一般市民が企画運営を行う市民映画祭としての地位を次第に確立していった。

## 沿革
- 1995年
  - 4月：川崎市文化室の要請に基づく日本映画学校関係者の全面協力のもと、映画祭開催にむけての準備が始まる。
- 1995年
  - 10月：第1回しんゆり映画祭開催。
- 1996年
  - 6月：ボランティアスタッフの公募開始。
- 1997年
  - 8月：ワーナー・マイカル・シネマズ新百合ヶ丘（現：イオンシネマ新百合ヶ丘）が完成。この年よりメイン会場になる。
- 1997年
  - 10月：バリアフリー上映が開始。
- 2000年
  - 6月：ジュニア映画制作ワークショップが開始。
- 2000年
  - 10月：野外上映会が開始。
- 2003年
  - 4月：KAWASAKIしんゆり映画祭に名称変更。
- 2007年
  - 11月：川崎市アートセンター完成。翌年以降のメイン会場になる。

## 過去の映画祭

### 第1回しんゆり映画祭
- 開催期間：1995年10月27日 - 10月29日
- 会場 - 新百合21ビル
- 上映作品数 - 6作品
- 上映作品 - 「異人たちとの夏」「田園に死す」「おとうと」「大誘拐 RAINBOW KIDS」「黒い雨」「午後の遺言状」
- ゲスト - 淀川長治 山田太一 今村昌平 新藤兼人 市原悦子
- テーマ：山田太一が選ぶ「日本人の家族の原風景」

### 第2回しんゆり映画祭
- 開催期間：1996年10月24日〜10月27日
- 会場 - 新百合21ビル、日本映画学校
- 上映作品数 - 21作品
- 上映作品 - 「太陽がいっぱい」「伊豆の踊り子」「わが青春に悔なし」「ラブレター」「哀戀花火」「シコふんじゃった」「青い山脈」「瀬戸内少年野球団」「旅の浪人」「大阪ストーリー」「日本製少年」「きらきらひかる」「裸足のピクニック」「女優霊」「水の中の八月」「東京フィスト」「BeRLiN」「清十郎奇譚」「友だちのいる孤独」「ドラえもん のび太の恐竜」「ルパン三世 カリオストロの城」
- ゲスト - 淀川長治 何平 原一男 西河克巳 佐藤忠男 山根貞男 及川中 原隆志 武藤起一 塚本晋也 利重剛 仙頭武則 周防正行 白島靖代 藤井かほり 藤真利子 小嶺麗奈 田口トモロヲ 佐々木史朗 中田秀夫 小沢昭一 渡辺孝明
- テーマ - 青春・その輝けるロマン（一般映画部門）、An epock in cinema ここからはじまり これからはじまる（ヤング映画部門）
- 一般映画部門、ヤング映画部門、コンピュータアート・マルチメディア作品展の3部門構成で行う。
- 市民ボランティアスタッフの公募を開始。（これ以降、第5回を除き毎年公募。）

### 第3回しんゆり映画祭
- 開催期間：1997年10月8日〜10月12日
- 会場 - ワーナー・マイカル・シネマズ新百合ヶ丘、麻生市民館大ホール
- 上映作品数 - 22作品
- 上映作品 - 「渚のシンドバッド」「おかえり」「ニャム」「われらの歪んだ英雄」「熱帯魚」「太陽の少年」「ヒポクラテスたち」「ガキ帝国」「ションベン・ライダー」「大阪極道戦争しのいだれ」「豚と軍艦」「うなぎ」（副音声付き上映）「夏時間の大人たち」「ひみつの花園」「弾丸ランナー」「雷魚」「鉄塔 武蔵野線」「月とキャベツ」「勝手にしやがれ!!英雄計画」「2/デュオ」「ガメラ 大怪獣空中決戦」「ガメラ2 レギオン襲来」
- ゲスト - 淀川長治 橋口亮輔 篠崎誠 上野昻志 佐藤忠男 佐々木史朗 河合美智子 相米慎二 井筒和幸 大森一樹 今村昌平 細野辰興 役所広司 山崎まさよし 篠原哲雄 諏訪敦彦 中島哲也 瀬々敬久 矢口史靖 長尾直樹 藤田傳 阿川佐和子
- テーマ - 市民（みんな）で育てよう日本映画の新しい力
- ヤングシネマ部門、しんゆり名画座部門、バリアフリー部門の3部門構成で行う。
- メイン会場がワーナー・マイカル・シネマズ新百合ヶ丘に。
- 視覚障害者向け・聴覚障害者向け字幕付き上映とイヤホーンガイド付き上映開始。（〜第12回）
- 車椅子の方向け送迎サービス開始。（〜第4回 利用者が少ないため中止）
- この年より太字のロゴが使われる。（〜第10回）
- Webによる映画祭情報の提供開始。

### 第4回しんゆり映画祭
- 開催期間：1998年10月7日〜10月11日
- 会場 - ワーナー・マイカル・シネマズ新百合ヶ丘、新百合21ビル
- 上映作品数 - 29作品
- 上映作品 - 「萌の朱雀」「闘牛師」「満月の日の死」「ファザーレス 父なき時代」「龍門客棧」「洗濯機は俺にまかせろ」「Avec Mon Mari」「天使の涙」「欲望の翼」「アンドロメディア」「中国の鳥人」「頭目」「ラジュー出世する」「青春神話」「河」「カンゾー先生」「奇跡の海」「ユキエ」「バベットの晩餐会」「ピアノ・レッスン」「ジョニーは戦場へ行った」「灰とダイヤモンド」「狂い咲きサンダーロード」「竜二」「十二人の怒れる男」「ミスター・ノーボディ」「四月物語」「HANA-BI」（副音声付き上映）「ラヂオの時間」（副音声付き上映）
- ゲスト - 蔡明亮 李康生 陳湘琪 今村昌平 仙頭直美 佐藤忠男 篠原哲雄 武藤起一 大谷健太郎 小林宏史 板谷由夏 村田順子 江戸木順 三池崇史 唐澤和也 麻生久美子 千葉茂樹 倍賞美津子 松井久子 岸田今日子 原一男 三浦大四郎 鈴木昭榮 小林紘 小泉作一 永島暎子 片貝智恵 小野善太郎 ターザン山本 掛須秀一 大杉漣 戸田恵子 茂野良弥
- テーマ - 市民（みんな）がつくる市民のお祭り
- イヤホーンガイド付き上映が「バリアフリー・シアター」と命名される。
- シネマウマ（愛称はこの年の観客により公募）がイメージキャラクターになる。
- この年より日本映画学校卒業制作作品が上映作品に加わる。（〜第12回）

### 第5回しんゆり映画祭
- 開催期間：1999年10月7日〜10月11日
- 会場 - ワーナー・マイカル・シネマズ新百合ヶ丘、新百合21ビル
- 上映作品数 - 23作品
- 上映作品 - 「旅情」「風の丘を越えて/西便制」「プルガサリ 伝説の大怪獣」「グリーンフィッシュ」「ドクター・ポン 歯科医の結婚作戦」「クワイエットファミリー」「アドレナリンドライブ」「青〜chong〜」「あんにょんキムチ」「ファイティング・グランパ」「ザ・パーソナルズ/黄昏のロマンス」「故郷の春 美しい時代」「シャイン」「無伴奏「シャコンヌ」」「ラテンアメリカ光と影の詩」「バグダッド・カフェ」（完全版）「ニッポン無責任時代」「君も出世ができる」「あつもの」「鮫肌男と桃尻女」「シンク」「ライフ・イズ・ビューティフル」（日本語吹き替え・副音声付上映）「鉄道員（ぽっぽや）」（副音声付き上映）
- ゲスト - 品田雄吉 渡辺祥子 金泰錫 矢口史靖 門間貴志 松江哲明 梁時栄 李相日 グレッグ・パク 佐藤忠男 野谷文昭 野村佳乃子 岩見淳三 小野善太郎 池端俊策 緒形拳 今村昌平 村松正浩 我修院達也 降旗康男 赤石定次 紅谷恒一 ダリオ・ポニッスィ
- テーマ - 市民（みんな）が作る映画のお祭り
- この年より、沢田としき作の絵が映画祭のイメージポスターになる。
- バリアフリー・シアターにて視覚障害者向け吹き替え洋画上映始まる。

### 第6回しんゆり映画祭
- 開催期間：2000年10月6日〜10月9日
- 会場 - 川崎市立麻生小学校、ワーナー・マイカル・シネマズ新百合ヶ丘、新百合21ビル
- 上映作品 - 「遠い空の向こうに」「アラビアのロレンス」（完全版）「生れてはみたけれど」（活動弁士つき）「冬冬の夏休み」「サイゴンからの旅人」「クンドゥン」「少年、機関車に乗る」「りんご」「踊れトスカーナ!」「グッバイ・モロッコ」「アンナ・マデリーナ」「ブリスター!」「どこまでもいこう」「美少年の恋」「タイムレス メロディ」「MONDAY」「ナビィの恋」（日本語字幕付き・副音声付き上映）「セッちゃん」「青〜chong〜」「夏の足アト」「ライバル」「ドジ」
- ゲスト - 澤登翠 青木富夫 佐藤忠男 須賀大観 塩田明彦 松田広子 鈴木一博 水田菜穂 青柳拓次 市川実日子 SABU 大杉漣 中江裕司 小池里紗 李相日 阿比留綾子 酒井純哉 安永知子 澤井亜希 夏蒐太鼓 ぷりむん ヒマラヤンブレイク
- テーマ - 市民（みんな）が作る映画のお祭り
- ジュニア映画制作ワークショップ、野外上映会、保育付の上映の開始。
- 初の活動弁士付き上映が行われる。

### 第7回しんゆり映画祭
- 開催期間：2001年9月29日・10月5日〜10月8日
- 会場 - 川崎市立麻生小学校、ワーナー・マイカル・シネマズ新百合ヶ丘、新百合21ビル
- 上映作品数 - 26作品
- 上映作品 - 「あの子を探して」「2001年宇宙の旅」（新世紀特別版）「マン・オブ・ザ・ストーリー」「紙の花」「渇き」「ラブゴーゴー」「ひかりのまち」「ブラス!」「ルナ・パパ」「オール・アバウト・マイ・マザー」「運動靴と赤い金魚」（日本語吹き替え・副音声付き上映）「江分利満氏の優雅な生活」（副音声付き上映）「ギャラクシー・クエスト」「ギルバート・グレイプ」「Stereo Future」「あしたはきっと…」「EUREKA」「非・バランス」「アタック・ナンバーハーフ」「赤い橋の下のぬるい水」「蝶の棲む家 木曜組曲」「トシ君の生まれた日」「home」「Dynamite Drug」「真夏の初恋」「日記」
- ゲスト - 佐藤忠男 堀越謙三 中野裕之 三原光尋 青山真治 役所広司 冨樫森 派谷恵美 今村昌平 清水美砂 猿川直人 西田尚美 冨田靖子 篠原哲雄 浅丘ルリ子 吉川光 小林貴裕 福島瑞穂 馬場英顕 趙鳳英 鑼鼓教室 アモーレ・ブラスバンド
- テーマ - 再生
- 野外上映会が9月に移行。
- 新百合ヶ丘からチケットぴあが無くなったため、この年から会期直前に特設チケットブースを新百合ヶ丘ビブレ6階に開設する。
- ジュニア映画制作ワークショップが川崎市市民ミュージアムと提携し川崎市南部の参加者募集を始める。（〜第11回）

### 第8回しんゆり映画祭
- 開催期間：2002年8月31日・9月29日・10月11日〜10月14日
- 上映作品 - 「キッド」「折り梅」「セーラー服と機関銃」「あ、春」「グロリア」「スモーク」「ディボーシング・ジャック」「ああ爆弾」「新幹線大爆破」「いちばん美しい夏」「忘れられぬ人々」「害虫」「まぶだち」「ディスタンス」「とらばいゆ」「ハッシュ!」「女人、四十。」「ドリアン ドリアン」「少年と砂漠のカフェ」「こころの湯」「鬼が来た!」「A2」「プロミス」「ここを過ぎて悲しみの市」「sub·tle 僕らの微妙な関係」「We Want ¥en!?」
- ゲスト - 佐藤忠男 松井久子 白鳥あかね 吉行和子 榎戸耕史 根岸吉太郎 熊谷秀夫 細野辰興 佐藤純彌 門間貴志 ジョン・ウィリアムズ 篠崎誠 古厩智之 大谷健太郎 橋口亮輔 柴田元幸 安岡卓治 森達也 吉岡忍 渡辺千明 高橋智美 佐々木亜希子 柳下美恵 マリンバアンサンブル「TOMATO」
- テーマ - 共生 Live Together
- この年から野外上映会が夏休み最後の土曜日に移行。「なつやすみ野外上映会」との名称になる。
- 野外上映会にて2回目の弁士付き上映を行う。

### 第9回KAWASAKIしんゆり映画祭
- 開催期間：2003年8月30日・10月4日〜5日・10日〜10月13日
- 会場 - 川崎市立麻生小学校、ワーナー・マイカル・シネマズ新百合ヶ丘、新百合21ビル
- 上映作品数 - 36作品
- 上映作品 - 「セロ弾きのゴーシュ」「アマデウス」（ディレクターズ・カット）「11'09''01/セプテンバー11」「アカルイミライ」「Jam Films」「BORDER LINE」「ばかのハコ船」「AIKI」「刑務所の中」「憎いあンちくしょう」「蒲田行進曲」「男と女」「ベッカムに恋して」「未来世紀ブラジル」「レニングラード・カウボーイズ・ゴー・アメリカ」「過去のない男」「さらば、わが愛/覇王別姫」「わすれな歌」「モンスーン・ウェディング」「酔っぱらった馬の時間」「猟奇的な彼女」「豪日にかける 愛の鉄道」「掘るまいか 手掘り中山隧道の記録」「ダンシング・ヒーロー」「裸足の1500マイル」「夢の中で」「愛についての実話」「踊れ!ソワカ」「熊笹の遺言」「夏休みのエトセトラ」「Catch! 知られざるグローブの世界」「宇宙のアンテナ・ホトマル」
- ゲスト - 今村昌平、倍賞美津子、田口トモロヲ、藤田傳、TETSUYA、丸山朋文、黒沢清、河井信哉、望月六郎、李相日、荒木啓子、山下敦弘、天願大介、平田満、深作健太、千葉茂樹、橋本信一、今岡亮司、山古志村有志の方々、Dr.パトリック・クローガン、ジェーン・ミルズ、レオニー・ボクステル、阿部嘉治、杉江康祥、佐藤忠男、原一男、平野昭、今田哲史、武藤起一、岸川真
- テーマ - わくわく・ドキドキ
- 名称を「KAWASAKIしんゆり映画祭」に変更。
- バリアフリー上映の吹き替え声優を公募。100通以上の応募を受ける。
- ジュニア映画制作ワークショップで初のドキュメンタリーに挑戦。

### 第10回KAWASAKIしんゆり映画祭
- 開催期間：2004年8月28日・10月3日・8日〜11日
- 会場 - 川崎市立麻生小学校、ワーナー・マイカル・シネマズ新百合ヶ丘、新百合21ビル、川崎市市民ミュージアム
- 上映作品数 - 30作品
- 上映作品 - 「ホテル・ハイビスカス」「サウンド・オブ・ミュージック」「ローマの休日」「ニュー・シネマ・パラダイス」「バーバー吉野」「蛇イチゴ」「深呼吸の必要」「ごめん」「ジョゼと虎と魚たち」「油断大敵」「スパニッシュ・アパートメント」「シティ・オブ・ゴッド」「ほえる犬は噛まない」「狼」「ゼブラーマン」「美しい夏キリシマ」「延安の娘」「グッバイ、レーニン!」「回転する空の下で」「ジブン+願望=コドク」
- ゲスト - 中江裕司 藏下穂波 弦友会 雷鼓 グレブ・ニキティン 宮本薫 桑田穣 山本祐ノ介 荻上直子 西川美和 田中千世子 篠原哲雄 冨樫森 武藤起一 成島出 柄本明 新藤兼人 渋谷昶子 哀川翔 岡田真 黒木和雄 宮下順子 池谷薫 芹沢俊介 野中真理子 佐々木穣 佐藤忠男
- テーマ - コラボレーション－Collaboration－共に働く・共に創る
- 雨天のため野外上映会会場を川崎市立麻生小学校体育館に変更。
- 市民投票により上映作品3作品を決定。
- シネマエッセイコンクールとしてエッセイを公募。
- ジュニア映画制作ワークショップにて過去の参加者による作品を制作。

### 第11回KAWASAKIしんゆり映画祭
- 開催期間：2005年8月27日・10月1日・7日〜10日
- 会場 - 川崎市立麻生小学校、ワーナー・マイカル・シネマズ新百合ヶ丘、新百合21ビル
- 上映作品数 - 30作品
- 上映作品 - 「スタンド・バイ・ミー」「ウエスト・サイド物語」「浮雲」「お父さんのバックドロップ」「亀は意外と速く泳ぐ」「恋は五・七・五!」「帰郷」「父と暮せば」「エレニの旅」「Little Birds イラク戦火の家族たち」「日本のいちばん長い日」「露出不足」「ラジオのリクエスト」「モーターサイクル・ダイアリーズ」「ウィスキー」「ブエノスアイレス」「愛と死をみつめて」「照明熊谷学校」「グーニーズ」「リトル・ダンサー」「掘るまいか 手掘り中山隧道の記録」「僕達は繰り返していく」「チェンジ!」「水色のしずく」
- ゲスト - 川崎市立柿生中学校吹奏楽部 李闘士男 coba 三木聡 萩生田宏治 天願大介 原田芳雄 綿井健陽 安岡卓治 佐藤忠男 寺脇研 緒方明 笠松則通 しょうわジュニア・オーケストラ 齋藤武市 熊谷秀夫 萩原憲冶 細野辰興 青木勝 佐藤隆 関克史 菊地夢高
- テーマ - はじまる－新・ゆりシネマパラダイス
- この年より雲をイメージしたロゴに変更。

### 第12回KAWASAKIしんゆり映画祭
- 開催期間：2006年8月26日・10月1日・6日〜9日
- 会場 - 川崎市立麻生中学校、ワーナー・マイカル・シネマズ新百合ヶ丘、新百合21ビル
- 上映作品数 - 31作品
- 上映作品 - 「クジラの島の少女」「風と共に去りぬ」「ロバと王女」「狼少女」「三年身籠る」「ルート225」「雪に願うこと」「かもめ食堂」「リンダ リンダ リンダ」「奇跡の夏」「天空の草原のナンサ」「ステップ!ステップ!ステップ」「ロシアン・ドールズ」「ある子供」「クラッシュ」「プラハ!」「ガーダ」「亀も空を飛ぶ」「世界」「燃えよドラゴン」「オズの魔法使」「蟻の兵隊」「ヨコハマメリー」「三池 終わらない炭鉱の物語」「赤い殺意」「復讐するは我にあり」「楢山節考」「果しなき欲望」「竜馬暗殺」「再会」「ファンキー・ライフスタイル」「モヤモヤ」
- ゲスト - サックス・カルテット（小山弦太郎（ソプラノサックス）、木藤良朝子（アルトサックス）、土山真希子（テナーサックス）、平賀美樹（バリトンサックス））、深川栄洋（映画監督）、小川智子（脚本家）、唯野未歩子（映画監督）、中村夏葉（撮影）、中村義洋（映画監督）、林民夫（脚本家）、多部未華子（女優）、根岸吉太郎（映画監督）、伊勢谷友介（俳優）、古居みずえ（映画監督・フォトジャーナリスト）、安岡卓治（プロデューサー）、池谷薫（監督）、奥村和一（蟻の兵隊出演者）、熊谷博子（映画監督）A・バドエルデネ（馬頭琴奏者）、佐藤忠男（映画評論家）、井上和男（映画監督）、藤田傳（劇作・演出家）、國實瑞恵（プロデューサー）、坂本スミ子（歌手・女優）、池端俊策（脚本家）、武重邦夫（プロデューサー）、渡辺美佐子（女優）、長門裕之（俳優）、白鳥あかね（スクリプター）、中川梨絵（女優）、後藤幸一（映画監督）、馬越可奈（日本映画学校卒業制作作品監督）、山田太一（脚本家）、白尾一博（プロデューサー）、井坂聡（映画監督）
- テーマ - 映画って何?
- 川崎市立麻生小学校が工事のため、野外上映会を川崎市立麻生中学校にて開催。

### 第13回KAWASAKIしんゆり映画祭
- 開催期間：2007年8月25日・10月5日〜7日・11月4日
- 会場 - 川崎市立麻生小学校、ワーナー・マイカル・シネマズ新百合ヶ丘、新百合21ビル
- 上映作品数 - 31作品
- 上映作品 - 「ピンチクリフ・グランプリ」「喜びも悲しみも幾歳月」「ゴッドファーザー」(デジタル・リマスター版)「グッド・ウィル・ハンティング」「14歳」「赤い文化住宅の初子」「腑抜けども、悲しみの愛を見せろ」「長い散歩」「サイドカーに犬」「暗いところで待ち合わせ」「アヒルと鴨のコインロッカー」「モンゴリアン・ピンポン」「王の男」「雲南の少女 ルオマの初恋」「赤い鯨と白い蛇」「紙屋悦子の青春」「イカとクジラ」「恋愛睡眠のすすめ」「母たちの村」「不都合な真実」「ヒストリー・オブ・バイオレンス」「善き人のためのソナタ」「世界最速のインディアン」「キンキーブーツ」「日本列島」「映画をつくる子どもたち オーストラリアの挑戦」「(無題 アニメーション作品)」(沖縄桜坂劇場主催ワークショップ作品)「楽しい合宿」(世田谷区子どもぶんか村映像クラブ作品)「I LOVE YOU」(金沢こども映画教室作品)「紫蘭の花」「かけはし」
- ゲスト - 林恭三（クレイ・アニメーター）、ジェイムス（大道芸人）、千葉茂樹（映画監督）、日向寺太郎（映画監督）、木下忠司（作曲家）、松本隆司（録音技師）、せんぼんよしこ（映画監督）、佐藤忠男（映画評論家）、岩木保夫（照明技師）、白鳥あかね（スクリプター）、廣末哲万（映画監督）、高橋泉（脚本家）、吉田大八（映画監督）、根岸吉太郎（映画監督）、タナダユキ（映画監督）、越川道夫（プロデューサー）、天願大介（映画監督）、真喜屋力、大垣真理子、土肥悦子
- テーマ - やっぱり映画!ここから映画!いつでも映画!
- 「バリアフリー・シアター」が川崎市アートセンターでの通常上映に組み込まれたため、映画祭では行われなくなった。

### 第14回 KAWASAKIしんゆり映画祭
- 開催期間：2008年8月23日・10月12日〜11月3日
- 会場 - 川崎市立麻生小学校、ワーナー・マイカル・シネマズ新百合ヶ丘、川崎市アートセンター
- 上映作品数 - 32作品
- 上映作品 - 「ウォレスとグルミット」「石内尋常高等小学校 花は散れども」「愛妻物語」「裸の島」「鬼婆」「午後の遺言状」「靖国 YASUKUNI」「実録・連合赤軍 あさま山荘への道程」「かぞくのひけつ」「ジャーマン+雨」「童貞。をプロデュース」「国道20号線」「秘密結社 鷹の爪 THE MOVIE 〜総統は二度死ぬ〜」「休暇」「グミ・チョコレート・パイン」「クワイエットルームにようこそ」「トゥヤーの結婚」「黒い土の少女」「妻の愛人に会う」「瀧の白糸」「帰らざる日々」「ペルセポリス」「その名にちなんで」「オオカミの護符 里びとと山びとのあわいに」「0（ゼロ）からの風」「Broken Sun」「雲の下を」「WALKABOUT 美しき冒険旅行」「CINELITERACY 映画をつくる子どもたち〜オーストラリアの挑戦〜」「チャーリーとチョコレート工場」「ゾンビーノ」「ペネロピ」「パンズ・ラビリンス」「リプレイ 戻る時計と進む少女」
- ゲスト - 新藤兼人（映画監督）、柄本明（俳優）、若松孝二（映画監督）、地曵豪（俳優）、並木愛枝（俳優）、大西信満（俳優）、中村高寛（映画監督）、門井肇（映画監督）、大杉漣（俳優）、小池和洋（プロデューサー）塩屋俊（映画監督）、澤登翠（活動弁士）、小林聖太郎（映画監督）、由井英（映画監督）、キム・テシク（映画監督）、永島敏行（俳優）、白鳥あかね（スクリプター）宇佐美慎吾（俳優）、暁天（ミュージシャン）、佐藤忠男（映画評論家）、Jane Mills（映画監督）、武重邦夫（プロデューサー）、千葉茂樹（映画監督）、横浜聡子（映画監督）、富田克也（映画監督）、相澤虎之助（脚本家）、足立正生（映画監督）、荒井晴彦（脚本家）、松江哲明（映画監督）
- メイン会場が川崎市アートセンターに変更。
- 「豪日学生映画フォーラム」「映画と新しい教育・シネリテラシー/交流会」を開催。(2008年10月26日)
- 「青空市場&オーストラリア物産展」を開催。(2008年10月25日・26日)
- ジュニア映画制作ワークショップ発表会。(2008年10月26日)
- 「ハロウィン☆オールナイト上映」と題して、仮装パーティー・オールナイト上映を開催。(2008年10月31日)

## 関連イベント
- しんゆり映画祭・川崎市市民ミュージアムが共同企画（シネマネットワーク）でゴーヴィンダン・アラヴィンダン映画展を開催する。上映作品は「サーカス」「魔法使いのおじいさん」「エスタッパン」「オリダット あるところで」の4作品。(2001年10月13日〜14日)
- 市民のためのドキュメンタリー制作技術講座を開催。(2003年5月18日・25日・31日・6月7日)
- バリアフリー体験講座を開催。(2004年7月4日)
- 「がんばれ!山古志 新潟中越地震災害復興支援上映会」として「掘るまいか 手掘り中山隧道の記録」の上映会を実施。上映会で集まった113万円を山古志村に寄付。(2004年11月27日・28日)
- 映画おもしろ講座を開催。(2005年4月23日・30日・5月14日・21日)
- 「映画人によるシネマ・シンポジウム&シネマ・パーティ」としてシンポジウムを開催。(2007年11月3日)
- 川崎市アートセンターオープニング上映をKAWASAKIしんゆり映画祭プレゼンツとして開催。(2007年11月15日〜12月16日)